# Agastya

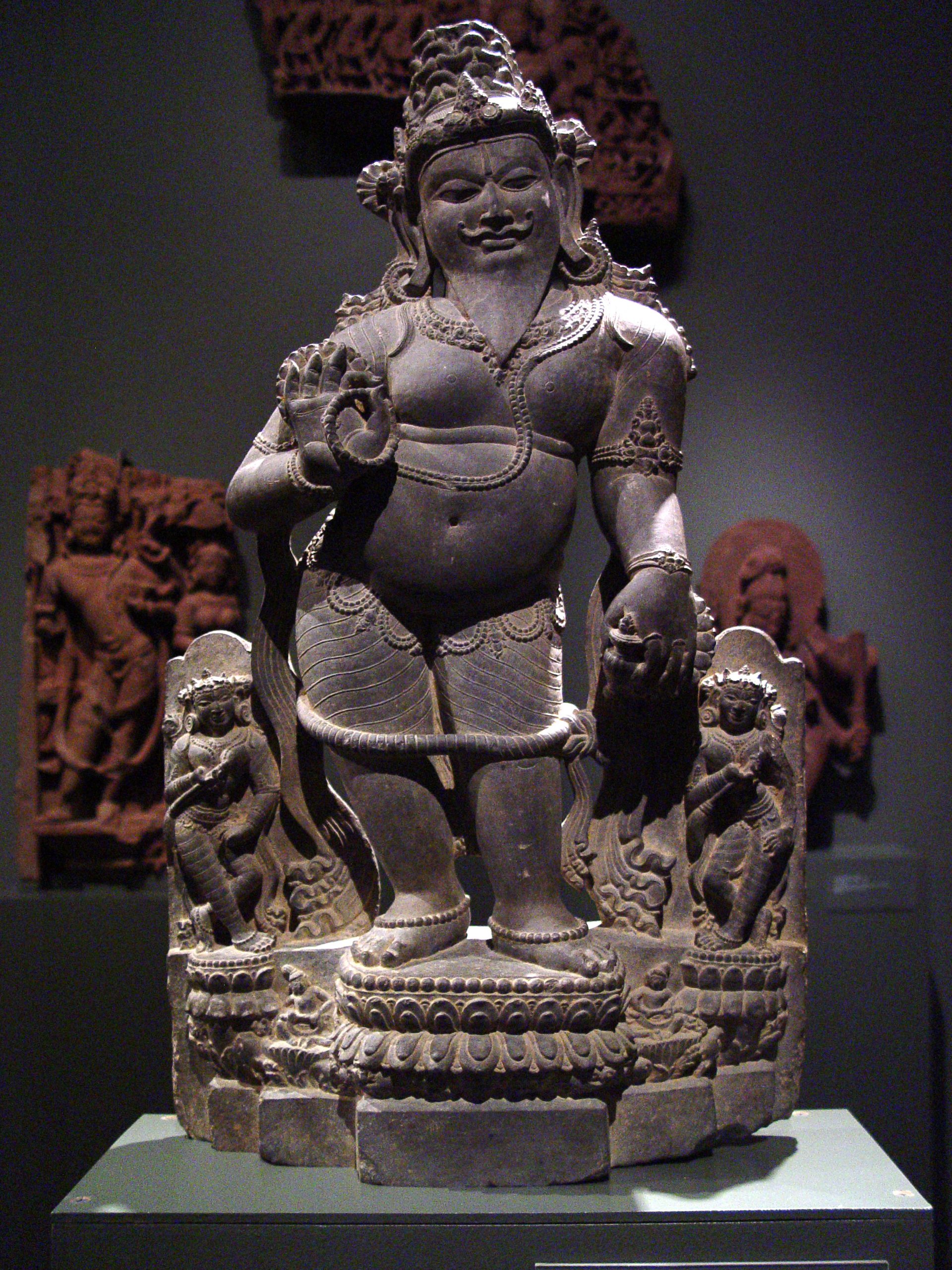
Statue d'Agastya, XIIe siècle (Musée d'Art du comté de Los Angeles).

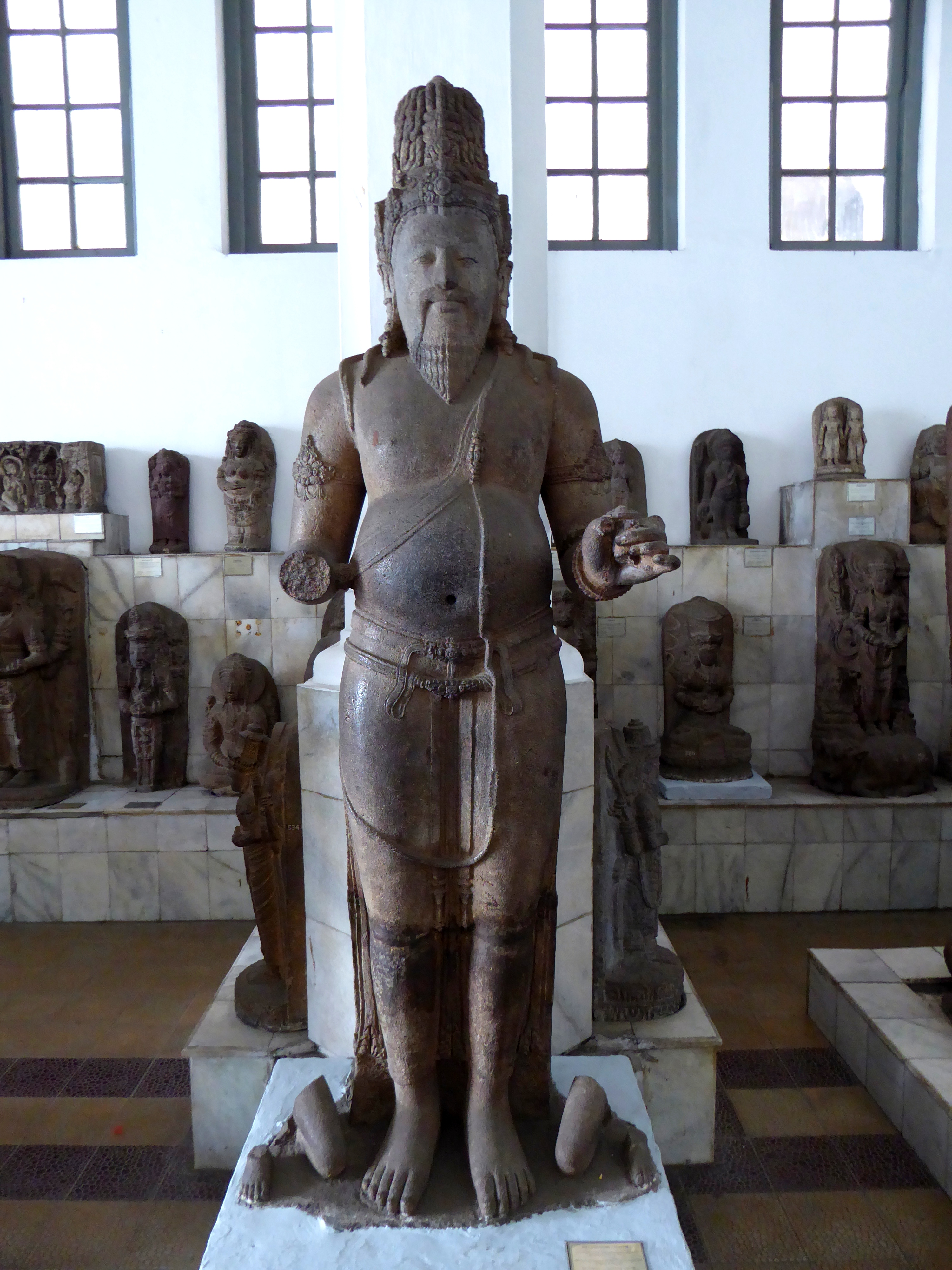
Statue d'Agastya provenant du temple de Banon, Java central, Indonésie (Musée national d'Indonésie).

Agastya (sanskrit : अगस्त्य), ou Agasti est dans la tradition védique un rishi : un de ceux qui ont vu la Vérité. Poète antique, de nombreux hymnes du Rig-Véda lui sont attribués. Il est né de la semence des dieux védiques Mitra et Varuna à la vue de l'apsara Urvashi dans une jarre d'eau et aurait aidé ceux-ci dans un combat mythique contre les démons. Il est également un personnage du Mahabharata. Au Tamil Nadu, il est associé à Shiva, qui l'y aurait envoyé.
Agastya est représenté sous la forme d'un nain ; il est connu aussi pour être un grand médecin : il aurait rédigé en tamoul de nombreux textes de la médecine siddha.